# Казённая палата
Казённая палата — губернское учреждение Министерства финансов Российской империи. Название происходит от древнего смысла учреждения: места для хранения казны, также называвшегося казённым двором.

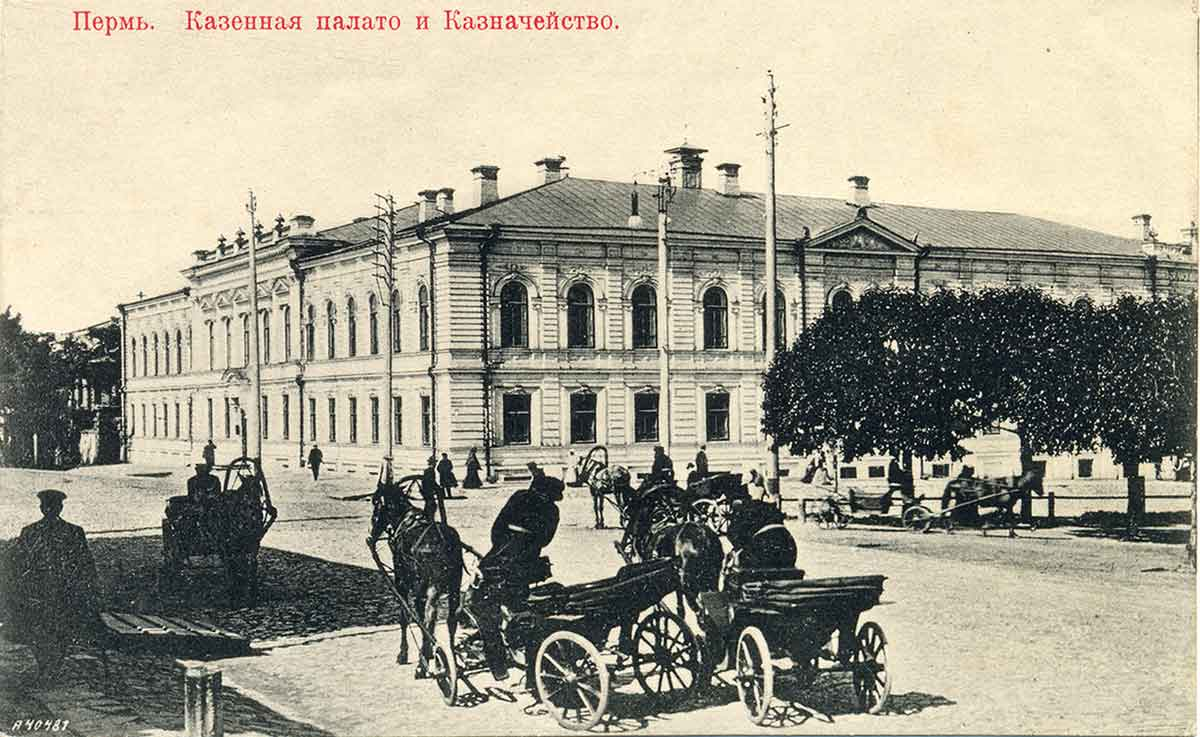
Пермская губернская казённая палата

В Российской империи казённые палаты были учреждены в 1775 году, имели коллегиальное управление и занимались всем казённым управлением, включая управление государственным имуществом и строительством. Казённой палате были подчинены губернские казначейства.
Впоследствии круг деятельности палат постепенно суживался: заведование государственными имуществами перешло к особым управлениям, часть дел финансовых отошла к акцизным управлениям и, наконец, ревизия счетов, которая также лежала на казённой палате, была передана в 1863 году контрольным палатам. Одновременно палата из коллегиального учреждения была обращена в учреждение бюрократическое.
На казённую палату со второй половины XIX века возлагалось счетоводство и отчетность по приходу и расходу сумм в губернских и уездных казначействах, непосредственно ей подчинённых. Палата наблюдала за поступлением государственных доходов, понуждая к их уплате, но сама не вводила и не взимала никаких сборов, равно как не могла отменять установленных сборов. Она распоряжалась производством всех губернских расходов, но без разрешения министерства финансов никакого заранее не предусмотренного расхода допущено быть не могло. Казённая палата производила торги на любую сумму, но утверждала торги лишь на сумму до 5000 рублей. Палата налагала в определенных законом случаях взыскания за нарушения уставов казённого управления и ведала дела ревизские, к которым относилось перечисление из одного податного состояния в другое. Исполнительной власти палата не имела; её бесспорные требования приводились в исполнение полицией. При палате состояли податные инспектора и податные присутствия.
Губернские учреждения не имели, как правило, штатных бухгалтеров, и не вели собственной финансовой отчетности. Казённые палаты выполняли (с незначительными исключениями) функции объединенной бухгалтерии для всех государственных учреждений губернии.
В конце XIX века во главе палаты стоял управляющий (прежде председатель), который единолично разрешал почти все дела. Управляющий был по старшинству третьим лицом в губернии. Он состоял в IV классе (действительный статский советник), назначался на должность Высочайшим приказом по представлению министра финансов. Общее присутствие Казённой палаты в составе её управляющего, его помощника и начальников отделений палаты., которое составлялось, под председательством управляющего, из его помощника и начальников отделений, с присоединением к ним в некоторых случаях представителей от контрольной палаты и военного ведомства, созывалось лишь для некоторых важных дел, как, например, производство торгов, уничтожение контрамарок на обывательские подводы и вышедшей из употребления гербовой бумаги, свидетельство казначейств и т. п. По делам о казенных торгах и подрядах в присутствии председательствовал губернатор; по делам, связанным с финансовым контролем — принимал участие представитель Контрольной палаты.
В ведении Казённых палат состояли податные инспекторы и их помощники. Обязанности податных инспекторов состояли в расчете прямых налогов, высылке налогоплательщикам окладных листов (извещений о начислении налога), ведении учета по сбору прямых налогов, проверке отчетности налогоплательщиков (производилась редко, в особых случаях). Налоги вносились налогоплательщиками в казначейства. Податные инспекторы осуществляли свои обязанности по податным участкам, не совпадавшим с административным делением на волости и уезды. Институт податных инспекторов был учрежден в 1885 году.
В отличие от губернских правлений, имевших унифицированный штат, казенные палаты разделялись на несколько разрядов по штату, в зависимости от объема доходов и расходов в губернии. В среднем, в палатах было по 30-50 чиновников.
Казённые палаты не имели подчиненных учреждений в уездах.
Казённые палаты были ликвидированы после революции.